# NANA
《NANA》（日语：NANA －ナナ－）是日本漫畫家矢澤愛的少女漫畫作品，自1999年起開始連載於《Cookie》，2009年時因作者健康問題休載至今。故事的主角是兩個名字同樣讀作「NANA」的少女。漫畫推出之後大受歡迎，除了在2006年時被改編成電視動畫外，也在2005年與2006年時分別改拍成兩部真人電影。

## 簡介
《NANA》從1999年開始在屬於集英社漫畫月刊《Cookie》上連載。但由於矢澤愛的健康問題，該漫畫已於2009年六月起休載，復刊日期未定。截至休載為止，共計連載84回。
自開始連載以來已經出版21本單行本，累計的發行本數達到5000萬本。該漫畫涉及的話題十分廣泛，涵蓋友情、愛情、人生理想、搖滾音樂、流行品牌、生活態度等領域，故事中人物的身份從學生到樂團、藝人都有。豐富的內容主題，再加上劇情鋪陳上使用了漫畫作品少見的倒敘與跳敘法，使得此作品得以吸引許多不同領域的讀者群，除了原本少女漫畫既有的讀者群外，在成年女性乃至於男性讀者間也獲得相當程度支持。在2008年一個由Oricon所舉辦、針對中學至20歲世代女性讀者的問卷調查中，《NANA》在「最適合當作戀愛範本的漫畫」排行中獲得冠軍。
《NANA》的漫畫隨後在台灣、香港等地以中文版本發行。並且2005年3月在美國少女漫畫雜誌《少女Beat》中正式連載。
該漫畫獲得2002年度（第48回）小學館漫畫獎。

## 劇情概要
在這個世界上，總能找到和你同樣的名字的人。或許在你們相遇的時候，你們的命運就會交錯在一起。
小松奈奈和大崎娜娜的名字都叫NANA，但她們卻是從性格到經歷都不相同的兩個女孩子。小松奈奈天真可愛，但生于溫室里的她不懂世故，在小天地里只有她的男朋友。大崎娜娜來自破碎的家庭，她性格堅強，行事果斷，渴望成為一個朋克樂手。命運讓這兩個性格截然相反的NANA在生命的驛站中相遇了。
小松奈奈去東京見男友。在火車上，與她同座位的是搖滾樂隊主音大崎娜娜。到了東京之后，兩個人分開了，但她們卻又在同一個房間里相遇，并且，還成了同屋。雖然兩個人的性格不同，但外表剛強果斷的大崎娜娜與單純可愛的小松奈奈卻能在性格上相互補充，成了一見如故的好友……

## 出版書籍
| 卷數 | 集英社         | 集英社                 | 尖端出版社     | 尖端出版社           |
| 卷數 | 發售日期       | ISBN                   | 發售日期       | EAN                  |
| ---- | -------------- | ---------------------- | -------------- | -------------------- |
| 1    | 2000年5月15日  | ISBN 4-08-856209-7     | 2001年10月17日 | EAN 471-9863-04491-0 |
| 2    | 2000年12月11日 | ISBN 4-08-856248-8     | 2001年11月16日 | EAN 471-9863-04518-4 |
| 3    | 2001年5月15日  | ISBN 4-08-856286-0     | 2002年1月25日  | EAN 471-9863-04570-2 |
| 4    | 2001年12月10日 | ISBN 4-08-856338-7     | 2002年2月22日  | EAN 471-9863-04598-6 |
| 5    | 2002年5月15日  | ISBN 4-08-856377-8     | 2002年7月5日   | EAN 471-9863-04793-5 |
| 6    | 2002年9月13日  | ISBN 4-08-856406-5     | 2003年2月11日  | EAN 471-9863-04029-5 |
| 7    | 2002年10月15日 | ISBN 4-08-856413-8     | 2003年3月20日  | EAN 471-9863-04030-1 |
| 8    | 2003年5月15日  | ISBN 4-08-856464-2     | 2003年9月19日  | EAN 471-9863-04031-8 |
| 9    | 2003年11月14日 | ISBN 4-08-856506-1     | 2004年7月20日  | EAN 471-0614-37120-0 |
| 10   | 2004年3月15日  | ISBN 4-08-856528-2     | 2004年7月23日  | EAN 471-0614-37049-4 |
| 11   | 2004年8月11日  | ISBN 4-08-856560-6     | 2005年1月25日  | EAN 471-0614-37245-0 |
| 12   | 2005年3月15日  | ISBN 4-08-856599-1     | 2005年4月28日  | EAN 471-0614-37665-6 |
| 13   | 2005年8月12日  | ISBN 4-08-856633-5     | 2005年10月26日 | EAN 471-0614-37950-3 |
| 14   | 2005年12月15日 | ISBN 4-08-856660-2     | 2006年2月7日   | EAN 471-7702-20243-9 |
| 15   | 2006年3月15日  | ISBN 4-08-856676-9     | 2006年5月18日  | EAN 471-7702-20429-7 |
| 16   | 2006年9月15日  | ISBN 4-08-856707-2     | 2006年12月5日  | EAN 471-7702-20745-8 |
| 17   | 2007年3月15日  | ISBN 978-4-08-856734-1 | 2007年5月22日  | EAN 471-7702-21116-5 |
| 18   | 2007年9月14日  | ISBN 978-4-08-856774-7 | 2008年7月22日  | EAN 471-7702-21616-0 |
| 19   | 2008年5月15日  | ISBN 978-4-08-856816-4 | 2009年1月22日  | EAN 471-7702-22271-0 |
| 20   | 2008年9月12日  | ISBN 978-4-08-856842-3 | 2009年8月18日  | EAN 471-7702-22347-2 |
| 21   | 2009年3月13日  | ISBN 978-4-08-856876-8 | 2009年12月8日  | EAN 471-7702-22792-0 |

導讀手冊
- 娜娜&小八 Premium fan book! NANA7.8（ナナ＆ハチ プレミアムファンブック！NANA7.8）

| 卷數 | 集英社        | 集英社             | 尖端出版社     | 尖端出版社           |
| 卷數 | 發售日期      | ISBN               | 發售日期       | EAN                  |
| ---- | ------------- | ------------------ | -------------- | -------------------- |
| 全   | 2003年3月14日 | ISBN 4-08-856444-8 | 2004年11月12日 | EAN 471-0614-36593-3 |

## 電影
- 《NANA》：2005年9月3日上映，東京放送發行。主要演員包括中島美嘉、宫崎葵、松田龍平、平岡祐太、成宫寬貴、丸山智己、松山研一等人。
- 《NANA 2》：2006年12月6日上映，東寶發行。主要演員包括中島美嘉、市川由衣、成宮寬貴、玉山鐵二、本鄉奏多、姜暢雄、丸山智己等人。

## 電視動畫

### 製作人員
- 原作：矢澤愛（集英社「Cookie」連載）
- 監督：浅香守生
- 系列構成：金春智子
- 角色設計：濱田邦彥
- 美術監督：清水友幸
- 色彩設計：角本百合子
- 音響監督：三間雅文
- 攝影監督：增元由紀大
- 音樂：長谷川智樹
- 動畫製作：MADHOUSE
- 製作著作：日本電視台、VAP、集英社、MADHOUSE

### 各話列表
| 話數   | 日文標題 | 中文標題               | 劇本              | 分鏡                | 演出                | 作畫監督                                |
| ------ | -------- | ---------------------- | ----------------- | ------------------- | ------------------- | --------------------------------------- |
| 第1話  |          | 序章・奈奈和娜娜相遇   | 金春智子          | 淺香守生            | 淺香守生 中村亮介   | 濱田邦彥                                |
| 第2話  |          | 愛情？友情？奈奈和章司 | 金春智子          | 坂田純一            | 池田重隆            | 藤澤俊幸                                |
| 第3話  |          | 奈奈和章司、愛情進展   | 金春智子          | 坂田純一            | 松本剛              | 山澤實、櫻井木之實                      |
| 第4話  |          | 奈奈的戀愛、娜娜的夢想 | 金春智子 浦畑達彥 | 坂田純一 鶴岡耕次郎 | 石塚敦子            | 門之園惠美                              |
| 第5話  |          | 蓮的夢想、娜娜的思念   | 浦畑達彥          | 鶴岡耕次郎          | 若林漢二 鶴岡耕次郎 | 高炅楠                                  |
| 第6話  |          | 雪中上京！奈奈和娜娜   | 金春智子          | 淺香守生 鶴岡耕次郎 | 島崎奈奈子          | 富澤和雄                                |
| 第7話  |          | 泰的登場！707號房間    | 金春智子          | 淺香守生 鶴岡耕次郎 | 上田真弓            | 土橋昭人、水川弘理                      |
| 第8話  |          | 草莓杯子和蓮之花       | 浦畑達彥          | 高橋敦史            | 廣川集一            | 高乘陽子                                |
| 第9話  |          | 伸夫上京！娜娜的歌聲   | 浦畑達彥          | 淺香守生            | 池田重隆            | 君塚勝教                                |
| 第10話 |          | 美少年真一登場！       | 浦畑達彥          | 佐山聖子            | 若林漢二            | 趙瑛來、張民浩 李正弼、申在盆 高炅楠    |
| 第11話 |          | 幸子、故意的？         | 浦畑達彥          | 高橋亨              | 上田真弓            | 土橋昭人、水川弘理                      |
| 總集篇 |          | 淳子的房間             | 金春智子          | 不適用              | 中村亮介            | 濱田邦彥                                |
| 第12話 |          | 急接近！章司和幸子     | 浦畑達彥          | 高橋亨              | 高橋亨              | 馬場健、阿部純子                        |
| 第13話 |          | 幸子的眼淚和章司的決心 | 浦畑達彥          | 佐山聖子            | 小酒井優            | 渡邊純子                                |
| 第14話 |          | 家庭餐館的修羅戰塵     | 筆安一幸          | 石塚敦子            | 谷田部勝義 釘宮洋   | 君塚勝教                                |
| 第15話 |          | BLAST首次演出          | 筆安一幸          | 大久保富彥          | 千葉大輔            | 土橋昭人、櫻井木之實                    |
| 第16話 |          | 娜娜愛的去向           | 筆安一幸          | 坂田純一            | 池田重隆            | 高炅楠                                  |
| 第17話 |          | TRAPNEST 演唱會        | 筆安一幸          | 佐山聖子            | 高橋亨 石塚敦子     | 鈴木美千代                              |
| 第18話 |          | 奈奈的祈禱、娜娜的想法 | 筆安一幸          | 坂田純一            | 石塚敦子            | 君塚勝教、阿部純子                      |
| 第19話 |          | 娜娜的獎勵             | 金春智子          | 大久保富彥          | 小酒井優            | 渡邊純子                                |
| 第20話 |          | 急展開！阿八的命運     | 金春智子          | 鶴岡耕次郎          | 千葉大輔            | 土橋昭人、櫻井木之實 鈴木美千代         |
| 第21話 |          | 蜜月套房的美夢         | 金春智子          | 大久保富彥          | 池田重隆            | 君塚勝教                                |
| 總集篇 |          | 淳子的房間(2)          | 金春智子          | 不適用              | 中村亮介            | 濱田邦彥                                |
| 第22話 |          | 七夕的願望、阿八的戀愛 | 筆安一幸          | 佐山聖子            | 石塚敦子            | 高炅楠、李正弼 趙瑛来、鈴木美千代       |
| 第23話 |          | 不想讓給任何人         | 筆安一幸          | 坂田純一            | 渡邊勘治            | 金東俊                                  |
| 第24話 |          | 阿八凌亂的心           | 筆安一幸          | 高橋亨              | 高橋亨              | 馬場健、阿部純子                        |
| 第25話 |          | 反覆無常、任性的男人   | 筆安一幸          | 佐山聖子            | 小酒井優            | 渡邊純子、松浦里美                      |
| 第26話 |          | 擦肩而過的阿八和娜娜   | 浦畑達彥          | 大久保富彥          | 上田真弓            | 土橋昭人、水川弘理 鈴木美千代           |
| 第27話 |          | 阿八想要的未來         | 浦畑達彥          | 鶴岡耕次郎          | 佐佐木奈奈子        | 君塚勝教                                |
| 第28話 |          | 阿八和伸夫、急接近     | 浦畑達彥          | 坂田純一            | 石塚敦子            | 高炅楠、趙瑛來 鈴木美千代               |
| 第29話 |          | 愛情表現的問題         | 浦畑達彥          | 大久保富彥          | 若林漢二            | 中田博文                                |
| 第30話 |          | 娜娜高漲的情緒即將決堤 | 金春智子          | 佐山聖子            | 吉野智美            | 馬場健、阿部純子                        |
| 第31話 |          | 八子懷孕               | 金春智子          | 鶴岡耕次郎          | 石塚敦子            | 李愗培、高炅楠 鈴木美千代               |
| 第32話 |          | 牽著的手不放開         | 金春智子          | 中村亮介            | 石塚敦子            | 土橋昭人、水川弘理                      |
| 第33話 |          | 阿八的選擇             | 金春智子          | 佐佐木奈奈子        | 佐佐木奈奈子        | 君塚勝教                                |
| 第34話 |          | 被打破的草莓玻璃杯     | 筆安一幸          | 佐山聖子            | 小酒井優            | 高乘陽子、鈴木美千代                    |
| 第35話 |          | 蕾拉的孤獨             | 筆安一幸          | 大久保富彥          | 吉野智美            | 金東俊                                  |
| 第36話 |          | BLAST的新歌!!          | 筆安一幸          | 高橋亨              | 高橋亨              | 中田博文、阿部純子                      |
| 總集篇 |          | 淳子的部屋(3)          | 金春智子          | 不適用              | 中村亮介            | 君塚勝教                                |
| 第37話 |          | 阿八、白金             | 筆安一幸          | 佐山聖子            | 渡邊正彥            | 松本朋之、鈴木美千代                    |
| 第38話 |          | 命運的扳機             | 筆安一幸          | 青山浩行            | 上田真弓            | 土橋昭人、鈴木美千代                    |
| 第39話 |          | 八公、你等著吧         | 筆安一幸          | 大久保富彥          | 吉野智美 石塚敦子   | 君塚勝教                                |
| 第40話 |          | BLAST、出道            | 筆安一幸          | 石塚敦子            | 石塚敦子            | 趙瑛來、李愗培 鈴木美千代               |
| 第41話 |          | BLAST合宿              | 筆安一幸          | 鶴岡耕次郎          | 小酒井優            | 森前和也、野口木之實 鈴木美千代         |
| 第42話 |          | 娜娜、突然病發         | 金春智子          | 佐佐木奈奈子        | 佐佐木奈奈子        | 馬場健、阿部純子                        |
| 第43話 |          | BLAST、街頭演唱會      | 金春智子          | 大久保富彥          | 渡邊正彥            | 松本朋之、鈴木美千代                    |
| 第44話 |          | BLAST VS TRAPNEST      | 金春智子          | 佐山聖子            | 山崎友正            | 土橋昭人、水川弘理 今井武志、鈴木美千代 |
| 第45話 |          | BLAST、初次電視表演    | 金春智子          | 大久保富彥          | 石塚敦子            | 中田博文                                |
| 第46話 |          | 再會！阿八和章司       | 金春智子          | 高橋亨              | 吉野智美            | 君塚勝教                                |
| 第47話 |          | 煙花大會、阿八和娜娜   | 金春智子          | 淺香守生            | 淺香守生            | 濱田邦彥                                |

### 播放電視台
該作品動畫版的播映時間如下：
- 日本：2006年4月5日起，由日本電視台全國聯播網 - 日本時間每星期三23:55播出（部分地區播映時間不同）。目前第一季（共50集）已播映完畢。
- 台灣：2007年1月11日起，由中視無線台 - 台灣時間每星期四21:30至22:30雙語播出，後改為每星期五23:30至24:00以日語原聲播出。已播映完畢。
- 香港：2008年8月6日起，由無綫電視J2台 - 香港時間每星期三、四23:30至23:55，以粵／日雙語播出，重播時段為每星期四、五04:30至04:55。已播映完畢。

## 音樂專輯
- 《Punk Night from NANA》(2003年9月26日)

根據NANA第四集中的live演唱為主題
- 《NANA's song is my song》(2003年11月6日)

1. マーブル/Battle Bomb Rounge
2. 君ノ名前/SAVEGE GENIUS
3. 楽園の扉/プルカブ
4. 親愛/ちひろいず
5. Lotus Blues/Olive
6. Thanks/Bama☆sister
7. 問い/ブルウフロッグ
8. Not be mine/GREEN BEAR
9. 奏でる神/RK ROSEBUD
10. NO TITLE/山岡千春
11. 真夜中の明日/柿本七恵
12. MY WAY/REALIZE POWER WAVE
13. あたしの花/Ann

- 《LOVE for NANA~Only 1 Tribute~》(2005年3月16日)

分為「BLACK STONE」與「TRAPNEST」兩種包裝，但所收錄的曲目相同。
1. BEAT 7〜The Theme of LOVE for NANA〜/ 高見沢俊彦
2. GIMME ALL OF YOUR LOVE !!/ Tommy heavenly6 for BLACK STONES
3. Twinkle/ 木村カエラ for BLACK STONES
4. REVERSE/ TETSU69 for TRAPNEST
5. stay away/ abingdon boys school for BLACK STONES
6. I miss you?/ Do As Infinity for BLACK STONES
7. バンビーノ/ 布袋寅泰 featuring もりばやしみほ for TRAPNEST
8. Sleepwalking/ グレン・マトロック& The Philistines featuring Holly Coock (from セックス・ピストルズ)
9. Sugar Guitar/ SKYE SWEETNAM for TRAPNEST
10. 黎明時代-レイメイジダイ-/ ジャパハリネット for BLACK STONE
11. BLACK CROW/ SEX MACHINEGUNS for BLACK STONES
12. Two Hearts/ ZONE for TRAPNEST
13. Cherish/ 大塚愛 for TRAPNEST

- 《NANA BEST》(2007年3月21日)

收錄由土屋安娜和Olivia為動畫主唱的所有片頭曲和片尾曲、插曲和未發表過的歌曲。
1. rose/ ANNA TSUCHIYA inspi'NANA(BLACK STONES)
2. zero/ ANNA TSUCHIYA inspi'NANA(BLACK STONES)
3. Wish/ OLIVIA inspi'REIRA(TRAPNEST)
4. Starless Night/ OLIVIA inspi'REIRA(TRAPNEST)
5. 黒い涙/ ANNA TSUCHIYA inspi'NANA(BLACK STONES)
6. LUCY/ ANNA TSUCHIYA inspi'NANA(BLACK STONES)
7. stand by me/ ANNA TSUCHIYA inspi'NANA(BLACK STONES)
8. Shadow of Love/ OLIVIA inspi'REIRA(TRAPNEST)
9. Winter sleep/ OLIVIA inspi'REIRA(TRAPNEST)
10. ANARCHY IN THE UK/ ANNA TSUCHIYA inspi'NANA(BLACK STONES)
11. LUCY-Studio Live Version-/ ANNA TSUCHIYA inspi'NANA(BLACK STONES)
12. Nothing's gonna take my love/ OLIVIA inspi'REIRA(TRAPNEST)
13. Recorded Butterflies-Live Version-/ OLIVIA inspi'REIRA(TRAPNEST)
14. A little pain/OLIVIA inspi'REIRA

## 電子遊戲
- 《NANA》：PS2遊戲，2005年3月17日由科乐美發行。
- 《NANA 全都是大魔王的導引嗎！？》：PSP遊戲，2006年6月7日發行。
- 《NANA 現場演唱會工作人員大募集！歡迎新手》：NDS遊戲，2007年6月21日發行。

## 外部連結
- NANA漫畫官方網站（页面存档备份，存于）（日語）
- NANA動畫官方網站（页面存档备份，存于）（日語）
- KONAMI遊戲官方網站（页面存档备份，存于）（日語）